# Robert Howard (évêque)
Pour les articles homonymes, voir Robert Howard et Howard.
Robert Howard, DD (octobre 1670 - 3 avril 1740) est un prélat anglican qui sert dans l'Église d'Irlande comme évêque de Killala et d'Achonry (1727-1730) et évêque d'Elphin (1730-1740).

## Biographie
Né en octobre 1670, il est le fils de Ralph Howard, MD. En 1703, Robert Howard devient membre du Trinity College de Dublin. Il est nommé vicaire de l'église St. Ann à Dublin en novembre 1717, puis curé de l'église St. Bride à Dublin. Il est ensuite nommé chanoine de la Cathédrale Saint-Patrick de Dublin en 1712 et doyen de Ardagh en 1722 Chantre de la Cathédrale Christ Church de Dublin en mars 1723 et le chancelier de la Cathédrale Saint-Patrick de Dublin et vicaire de Finglas en avril 1723. Il est nommé évêque de Killala et d'Achonry le 14 janvier 1727 et consacré le 19 mars 1727,. Trois ans plus tard, il est nommé évêque d'Elphin par lettres patentes le 13 janvier 1730,,.
Il est l'ancêtre des comtes de Wicklow, son fils Ralph ayant été créé baron Clonmore en 1776 et vicomte Wicklow en 1785.
Mgr Howard est décédé en fonction le 3 avril 1740, à l'âge de 69 ans, et est enterré à l'église St. Bride à Dublin,,.